# Fámjins kommun
Fámjins kommun (färöiska: Fámjins kommuna) är en kommun på Färöarna, belägen på ön Suðuroy. Centralort, och enda ort, i kommunen är Fámjin med 83 invånare (2020) invånare.

## Befolkningsutveckling
| Befolkningsutvecklingen i Fámjins kommun 1985–2015 | Befolkningsutvecklingen i Fámjins kommun 1985–2015 | Befolkningsutvecklingen i Fámjins kommun 1985–2015 | Befolkningsutvecklingen i Fámjins kommun 1985–2015 | Befolkningsutvecklingen i Fámjins kommun 1985–2015 |
| -------------------------------------------------- | -------------------------------------------------- | -------------------------------------------------- | -------------------------------------------------- | -------------------------------------------------- |
|                                                    |                                                    |                                                    |                                                    |                                                    |
| År                                                 |                                                    |                                                    | Folkmängd                                          |                                                    |
| 1985                                               | 1985                                               |                                                    | 130                                                |                                                    |
| 1990                                               | 1990                                               |                                                    | 122                                                |                                                    |
| 1995                                               | 1995                                               |                                                    | 124                                                |                                                    |
| 2000                                               | 2000                                               |                                                    | 112                                                |                                                    |
| 2005                                               | 2005                                               |                                                    | 110                                                |                                                    |
| 2010                                               | 2010                                               |                                                    | 108                                                |                                                    |
| 2015                                               | 2015                                               |                                                    | 88                                                 |                                                    |
| 2020                                               | 2020                                               |                                                    | 83                                                 |                                                    |
|                                                    |                                                    |                                                    |                                                    |                                                    |